# Rio Beuș
O Rio Beuş é um rio da Romênia afluente do Rio Ruşor, localizado no distrito de Hunedoara.